# 直接発生
直接発生（ちょくせつはっせい direct development）とは、動物の成長過程において、孵化した幼生、あるいは幼体が成体と同じ体制を持つもののことである。つまり、変態を経ないで成長するものを指す。直達発生（ちょくたつはっせい）とも言う。

## 意味
たとえば海産の巻き貝類の多くは卵から孵化した時、紡錘形の体に繊毛環を持つトロコフォア幼生の姿で、それから繊毛環が大きく発達し、殻を持ったベリジャー幼生になり、ここまではプランクトンとして生活する。それから水底に降りて殻を背負って腹面の足で這う成貝の形になる。このように成体になるまでに一定の段階に体制を変化させることを変態と言い、多くの動物で見られるものである。海産の無脊椎動物では成体が底生であっても幼生の段階でプランクトン生活をするものも数多い。
これに対して、同じ巻き貝類であってもカタツムリなどの陸産貝類は卵から出てきた段階ですでに殻や足を持って這い歩くことが出来、親と大きさやそのバランスなどで異なるところはあっても、その体制はほぼ同じ姿で生まれる。これを直接発生という。

## 一般論
動物の発生は、反復説で言われるように、ある程度その進化の経路をたどるようにして行われる。つまり成体の形になるまでにはそうでない形態を経るのが珍しくなく、そのような形の幼生から成体の形へとその姿を大きく変えることを変態と言う。直接発生は、そのような幼生の形態を省略してしまうものである。たとえば脊椎動物では両生類はオタマジャクシのように水中生活をする幼生期があり、そこから陸上で活動する姿に変態をするが、爬虫類やほ乳類では生まれた幼体は基本的には成体と同じ構造で生まれるので直接発生であると言える。
ただしこれには程度の差もあり得る。たとえば海産のカニ類では卵から出てくる幼生はゾエアという胸部付属肢の前半部を発達させて遊泳し、それ以降の付属肢を持たない幼生の姿で現れ、次に胸部の付属肢全部を備えたメガロパを経て成体になる。しかしサワガニなど一部の淡水性のカニでは卵から成体と同じカニの姿で出現し、これが直接発生である。しかしながら、甲殻類全体として見ると、ゾエアより前の段階として頭部の付属肢(触角・顎)のみを発達させているノープリウスという段階がある。海産のカニの場合、卵の中の胚においてこの段階が観察され、つまり最初期の幼生の段階を卵の中で過ごし、より進んだ段階で孵化している。これもノープリウスで孵化するよりは直接発生的、と見ることが出来る。
このように直接発生は個体発生の過程で幼生の形態の発現を省略し、成体の形態が出現する時期を早めることである。具体的には上記のノープリウスのように卵の内部でその時期を過ごし幼生として出現しない例もあれば、その時期そのものを省略することもある。たとえば軟体動物はトロコフォア幼生、ベリジャー幼生などの段階を持つが、頭足類では頭足類の形で孵化するのみならず、卵内の発生の過程においてもそれらに相当する段階が見出しがたい。

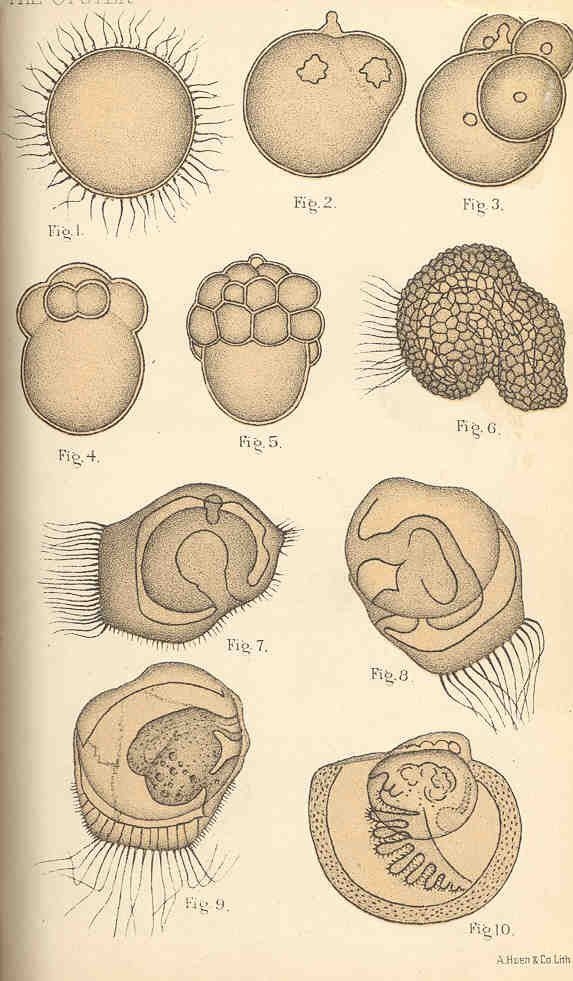
二枚貝類(カキ)の発生過程・トロコフォア幼生期がある
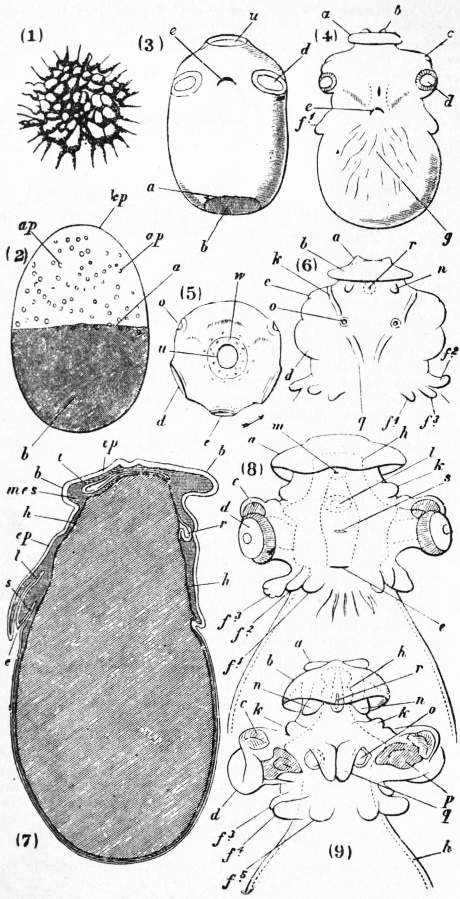
頭足類の場合、直接に成体の構造が形成される

なお、この直接発生という言葉は生物学の専門書ではあまりまともに取り扱われていない。本記事の立項者は手元の生物学書(一般向け大事典から大学の教科書、発生と遺伝の専門書を含む)を確認したがこの語が出てこないことが多かった。かといって使われないものでは全くなく、たとえば岩槻・馬渡監修(2000)で索引を引くと5回も出てくるのだが、これがすべて個々の動物群の解説で『この群では直接発生が見られる』といったもののみである。これに関しては下の非参考文献を参照のこと。
また、直接発生の対義語は間接発生であるが、こちらの方が使用例は少なく、生物学事典にも項目がない。

## 系統との関係
直接発生は特定の分類群にまとまって見られる場合もあれば、その群の中の個々の分類群に点在的に見られる場合もある。発生段階の特徴は系統関係を強く反映するものとして古くから分類学では重視されてきたが、この型に関しては利用できないことになる。つまり幼生の段階がない分類群ではその系統関係を推測するための大事なヒントが一つないことになる。もちろん現在では遺伝子情報が利用できる。
以下、その群全体として直接発生、あるいはそれらしいものをあげる。
- 有櫛動物門：幼生の段階は風船水母型といい、ここから変態するものもあるが、これ自体が有櫛動物の構造を持っている。
- 顎口動物門：ただし発生が知られている例は少ない。
- 腹毛動物門
- 輪形動物門
- 線形動物門
- 緩歩動物門
- 有爪動物門
- 軟体動物門：頭足類
- 環形動物門：貧毛類・ヒル類
- 毛顎動物門
- 節足動物門：クモ綱
  - カブトガニ綱は幼生期があるものの、構造は成体とほぼ変わらない。
  - 昆虫綱では変態が知られているが、幼生の構造は昆虫の体制を保っている。
  - 多足類では体節の増加が知られるが、頭部の構造などは完成した形を持っている。
- 脊索動物門：爬虫類・鳥類・ほ乳類

## 生息環境との関連
直接発生がある動物群の中の一部だけで見られる場合、それは生息環境と結びついていることが多い。たとえば甲殻類のエビカニを含む十脚目の場合、直接発生が見られるのは陸封性、つまり陸上ないし淡水域で全生活史を送るもの、および深海性のものに見られる。巻き貝類においても淡水性や陸生のものが直接発生する例が多い。
この理由は、少なくとも陸生のものでは明白で、少なくとも陸上で自ら活動する能力がない限り、子供が成長することはあり得ない。つまりそのような段階まで幼生が成長して幼生が孵化することにならざるを得ない。淡水においても海よりはプランクトン生活で安定した環境が得難いと言うことは考えられる。

## 生態学的側面
直接発生は、そうでないものより、より発生の進んだ段階で孵化するものであり、その分だけ卵は栄養を多く貯蔵していなければならない。つまりより大きな卵を産むことになり、その結果生み出せる卵の数はより少なくなる。その分だけ卵の数あたりの生存率は高くなることが考えられる。そんな点から直接発生は繁殖戦略としての大卵少産戦略と結びつけて論じられることが多い。